# Sara Tunes Tour
Butterfly World Tour (en Colombia, Estados Unidos y Canadá) es el tour debut de la cantante colombiana Sara Tunes el cual inició el 9 de abril de 2011 y terminó el 14 de octubre del mismo año. El tour se llevó como la promoción de Butterfly en Colombia, Estados Unidos y Canadá
Luego se dio a conocer el álbum en vivo de la gira llamado Sara Tunes Live In: Butterfly World Tour

## Antecedentes
Sara Tunes anunció oficialmente la fecha de inicio del tour en su página oficial y una fan lo confirmó en su cuenta de Twitter, pero Tunes recalcó que ella solo pasaría por diferentes ciudades de Colombia, Estados Unidos y Canadá, y que próximamente (año 2012) establecería una nueva gira musical pero esta vez completamente en Latinoamérica.
Sara Tunes realizó la primera presentación en la ciudad de Medellín en el concierto "Vacaciones Pop Festival" de Radio Tiempo, y de ahí siguió con el mismo espectáculo en las demás ciudades

## Sinopsis
Al principio aparecen dos bailarinas con un traje negro de falta "tutu" dorada, y hacen una pequeña presentación de ballet, luego la pista cambia a algo más agresivo y salen dos bailarines con el pecho descubierto a empezar la rutina de baila. Una vez acaba el interludio de apertura esta Sara Tunes con una capa negra y de espaldas al público, una vez empiezan las primeras notas de su canción Así Te Amo Sara Tunes se quita la capa oscura y se para de frente al público, e interpreta la interpreta la exitosa canción, usando un traje entero dorado que brilla de falda y escote (cubierto de belo) en el pecho, y una chaqueta tipo príncipe español blanca con maga de 3 cuartos. 
Al finalizar con "Así te amo" Sara retira de su vestuario la chaqueta y queda solamente con el vestido dorado, sus bailarines se alejan por un costado del escenario, y Sara invita a FRIO para que intérprete con ella la canción Tú.
Los bailarines salen nuevamente (esta vez las bailarinas no tiene falda de "tutu" si no que tienen un chord), y Sara presenta su sencillo Lento el más reciente de su producción discográfica, aquí Tunes sigue la compleja coreografía que hacen sus bailarines.
Sus bailarines se filan uno tras otro a espaldas de Sara para empezar con la coreografía de la canción "Butterfly" sencillo promocional del álbum que lleva el mismo nombre, y que es parte del repertorio del acto.
Sara habla un poco con el público que alaba su grandioso Show, y dedica la siguiente canción a sus fanes que han apoyado día a día su carrera, y a Jhon Jairo Silva, coordinador de Radio Tiempo, quien ha impulsado su carrera, y llama al escenario al Tenor "Milton Rodriguez" para interpretar juntos un cover de la canción Vivo por ella original de Andrea Bocelli y Marta Sánchez, el público se sorprendió con la agilidad y capacidad vocal de la cantante.
Para finalizar el acto, Sara se despide del público y dice que interpretara una canción de su cantante favorita, y principal influencia Britney Spears y de esta manera comienza a sonar el intro de Till the World Ends y Sara empieza a interpretarla mientras que sus bailarines practican la rutina de baile original del vídeo de Britney, esta canción fue un Mix con On The Floor de Jennifer Lopez, interpretando solo la mitad de ambas, una seguida de la otra. Una vez finalizado el Mix Sara de despide de nuevo y desaparece por uno de los costados del escenario.

## Actos de apertura
- Tueska - Colombia/República Dominicana
- Tihán - Colombia
- Fatiniza - Colombia/Líbano

## Lista de canciones
| Lista original |
| --- |
| 1. «Así te amo» 2. «Tú» Ft. Frío 3. «Lento» 4. «Butterfly» 5. «Vivo por ella» Ft. Milton Rodriguez 6. «Till the World Ends» 7. «On The Floor» |

## DVD
El DVD del espectáculo fue grabado por CatFilms Producciones en la inauguración de la misma en el concierto durante el show dado en "Plaza Mayor - Pabellón Blanco" en la ciudad de Medellín, allí se ve en el escenario una pantalla de fondo con el logo de "Radio Tiempo" emisora patrocinadora del evento, del concierto conocido como Vacaciones Pop Festival.
Tiempo después fue subido a YouTube y al sitio web de la cantante los vídeos de cada canción presentada en vivo del show, en formato HD